# Jakob Piil

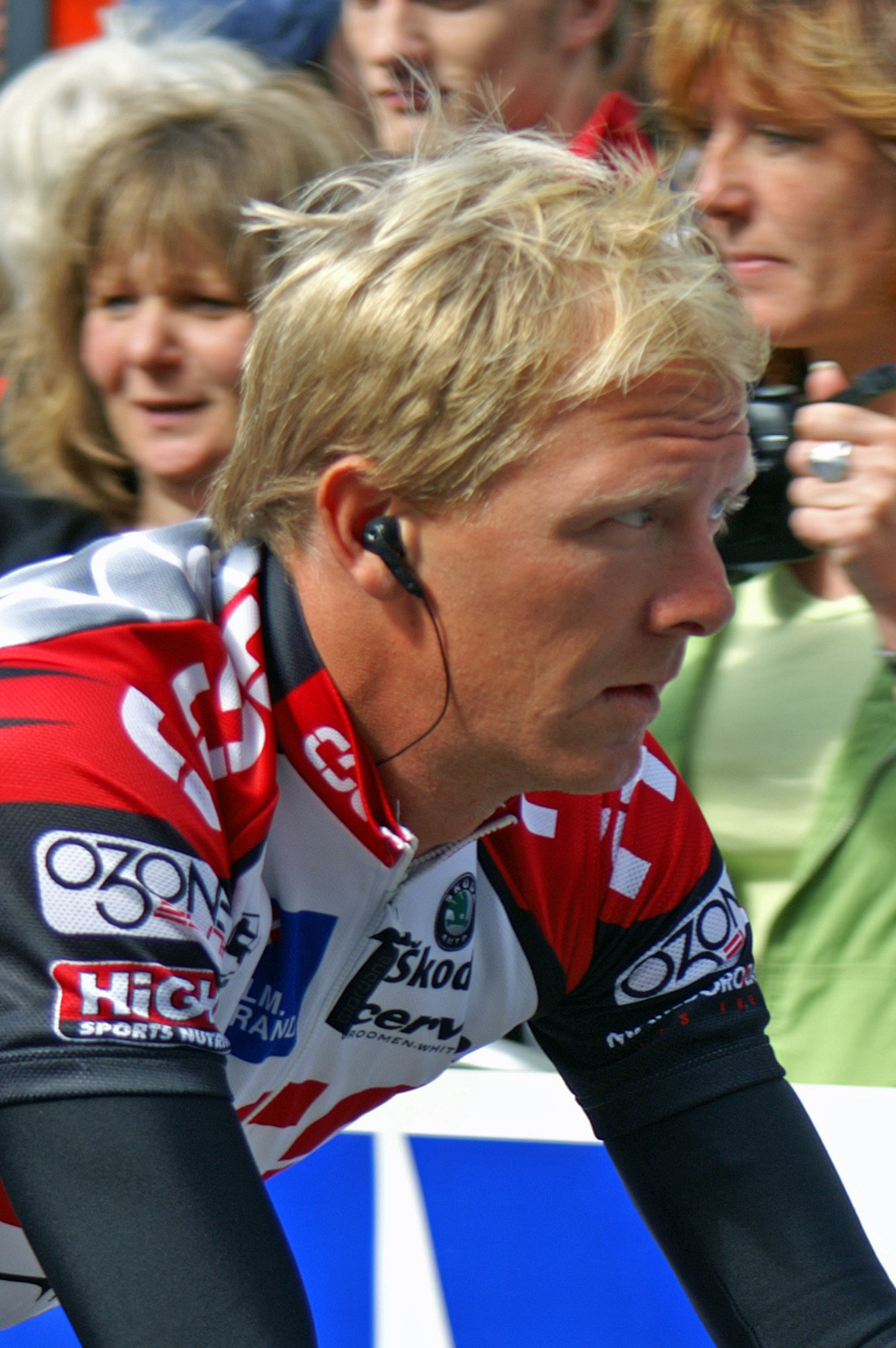
Jakob Piil bei den HEW Cyclassics 2005

Jakob Storm Piil (* 9. März 1973 in Lyngby-Taarbæk) ist ein ehemaliger dänischer Radrennfahrer. 
Der Schwerpunkt von Piils Radsport-Laufbahn lag zunächst auf den Ausdauer-Disziplinen auf der Bahn. Bei den Olympischen Spielen 1996 in Atlanta startete er in der Mannschaftsverfolgung und 2000 in Sydney mit Jimmi Madsen im Zweier-Mannschaftsfahren. Er bestritt insgesamt 29 Sechstagerennen, von denen er zwei gewann.
Jakob Piil wurde neunmal dänischer Meister in verschiedenen Disziplinen auf Straße und Bahn, unter anderem 2001 nationaler Titelträger im Straßenrennen. Dazu kamen fünf Titel bei den Meisterschaften der nordischen Länder auf der Bahn und der Straße. 2002 gewann er Paris–Tours. Viermal startete er bei der Tour de France; 2003 entschied er die zehnte Etappe für sich.
Bevor Piil 2001 zum dänischen Team CSC wechselte, fuhr er für die Teams RDM (1997), Acceptcard (1998–1999) und Memory Card (2000).
In der Saison 2007 fuhr Piil für das T-Mobile Team, anschließend beendete er seine Karriere.

## Erfolge

### Straße
1995
- zwei Etappen Cinturón a Mallorca

1997
- Dänischer Meister – Mannschaftszeitfahren

1999
- Schweden-Rundfahrt
- USPRO Championship

2000
- Dänischer Meister – Mannschaftszeitfahren

2001
- Grand Prix d’Ouverture La Marseillaise
- Gesamtsieg und zwei Etappensiege Friedensfahrt
- Dänischer Meister – Straßenrennen

2002
- ein Etappensieg Friedensfahrt
- Gesamtsieg und ein Etappensieg Dänemark-Rundfahrt
- Paris–Tours

2003
- eine Etappe Tour de France

2006
- eine Etappe Settimana Internazionale (Mannschaftszeitfahren)

### Bahn
1994
- Dänischer Meister – Mannschaftsverfolgung
- Dänischer Meister – Punktefahren

1995
- Dänischer Meister – Madison (mit Lars Otto Olsen)

1997
- Dänischer Meister – Madison (mit Michael Sandstød)
- 1. Platz Sechstagerennen von Grenoble (mit Tayeb Braikia)

1998
- Dänischer Meister – Mannschaftsverfolgung

2000
- Dänischer Meister – Madison (mit Jimmi Madsen)

2005
- 1. Platz Sechstagerennen von Kopenhagen (mit Jimmi Madsen)

## Teams
- 1997 RDM-Asfra
- 1998–1999 Acceptcard Pro Cycling
- 2000–2006 Memory Card-Jack & Jones (ab 2001 CSC-Tiscali, ab 2003 CSC)
- 2007 T-Mobile Team